# Ostrovní (Praha)
Ostrovní ulice je ulice na Novém Městě pražském mezi Spálenou a Divadelní ulicí. Tento článek pojednává o části mezi Spálenou a Voršilskou ulicí.

## Historie

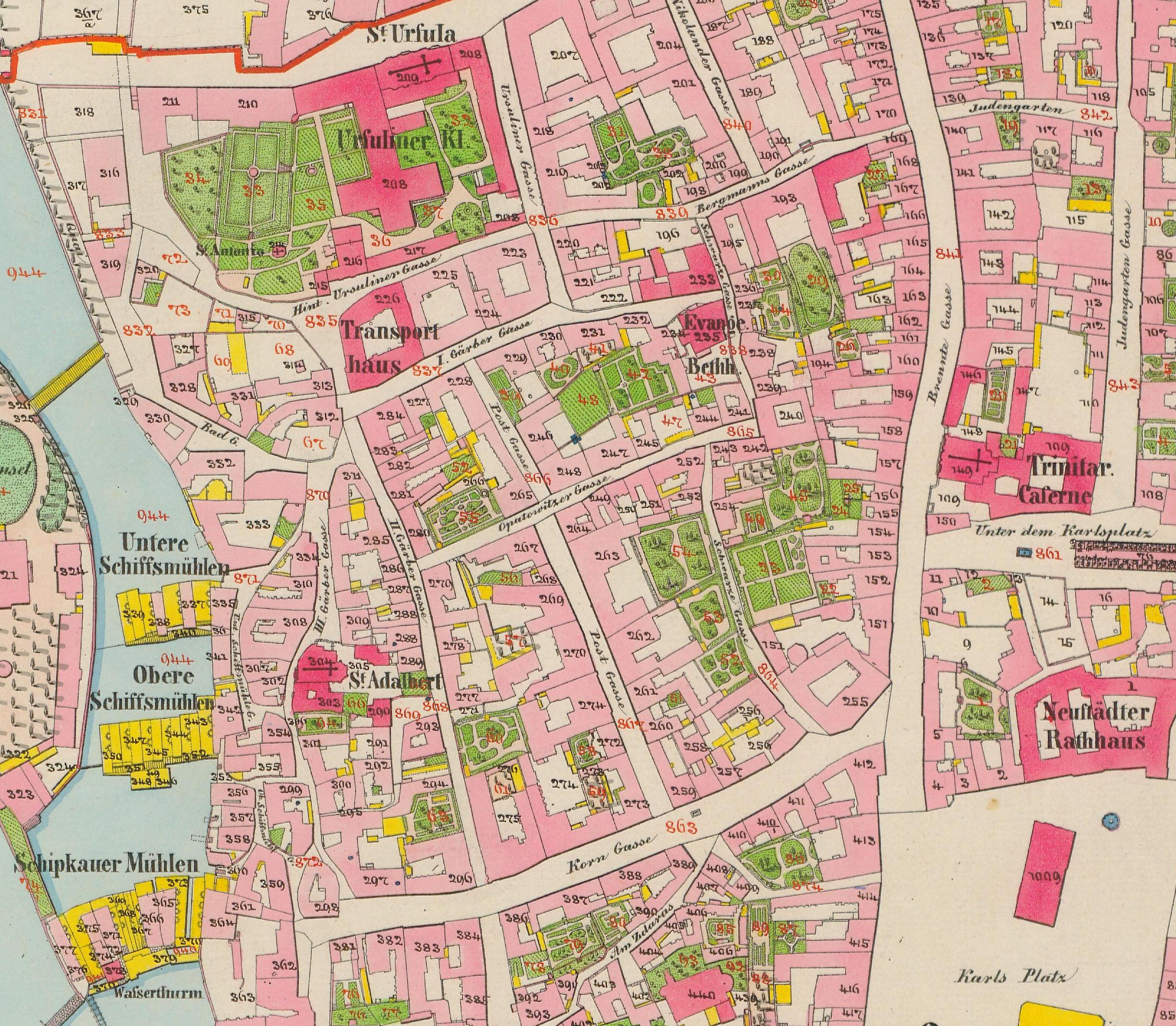
Mapa Stabilního katastru (1. pol. 19. století), část Opatovice – Ostrovní ulice označena jako Hinter Ursuliner Gasse a Bergmanns Gasse

Původní název ulice byl Opatovická, podle osady, která vznikla v roce 1115 a nacházela se zde před založením Nového Města pražského. Část ulice blíže k Vltavě získala v 16. století název Preclíkovská (podle majitele jednoho z domů Preclíčka), v pramenech se lze taktéž setkat s označením Kropáčkovská, který ulice nesla po kožešníkovi Kropáčkovi, jenž zde vlastnil tři domy. V první polovině 19. století byla ve Stabilním katastru východní část označena jako Zadní Uršulinská (Hinter Ursuliner Gasse) podle kláštera vořšilek, zatímco část od Voršilské ke Spálené ulici byla nazývána Havířská (Bergmanns Gasse). V roce 1869 byla ulice sjednocena pod názvem Ostrovní, který vznikl díky tomu, že ulice vede ke Střeleckému (ale i Žofínskému neboli Slovanskému) ostrovu. Tento název byl nahrazen roku 1894, kdy se ulici začalo říkat Smetanova, na počest Bedřichu Smetanovi. V roce 1919 byl ulici navrácen název Ostrovní.

## Významné budovy

### č.p. 102 (Ostrovní 34) – Dům U zlaté kotvy

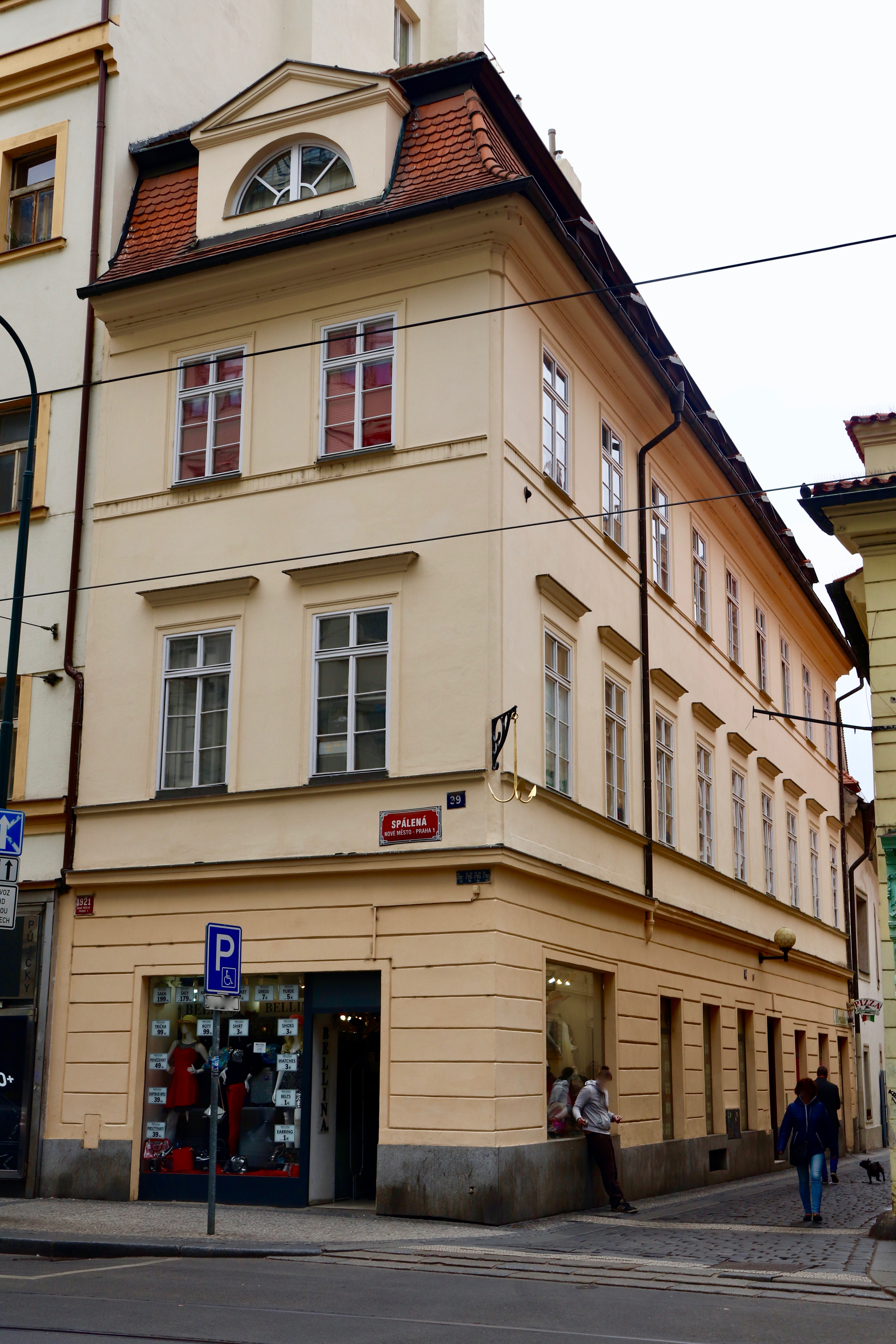
Dům U zlaté kotvy, č.p. 102

Dům zvaný “U zlaté kotvy” byl původně založen ve středověku a nacházel se na okraji osady Opatovice při důležité obchodní cestě směrem na Vyšehrad. První zmínky o domu pocházejí z roku 1377, následně v roce 1436 získal dům řezník Radoch. Jádro budovy zůstalo středověké, zachoval se gotický sklep včetně stropní klenby, v přízemí směrem do Spálené ulice je zachováno obvodové zdivo, které však bylo značně poškozeno vybouráním výkladních skříní obchodů. Kdysi na této parcele stály dva malé domy, avšak v roce 1500 byl již dům značen jako nárožní. V roce 1506 při velkém požáru shořel, ale byl obnoven v plném rozsahu už v roce 1512. V renesanci byl dům upraven na jednopatrový, v přízemí s dvorem a s dřevěným či hrázděným křídlem do Spálené ulice a k roku 1662 měl hodnotu 150 míšeškých kop. V této podobě se dochoval až do 18. století, kdy v 70. letech došlo k drobným úpravám a v roce 1800 byly v rámci klasicistní přestavby strženy dřevěné části domu. Roku 1843 proběhla přestavba do dnešní podoby. V roce 1846 byl v přízemí zřízen první obchod.
Do Ostrovní ulice dům tvoří devítiosá podélná fasáda, která je horizontálně členěná pásovou rustikou v přízemí. Vchodem z Ostrovní ulice je přístupná chodba ve střední části domu s nástupem na vřetenové schodiště do pater. Pod domem se nachází několik sklepů, ať se jedná o klasicistní, čí s ním chodbou spojený gotický sklep s klenutým stropem. Ten však leží mimo současnou uliční čáru domu.

### č.p. 103 (Ostrovní 27) – Dům U Panny Marie Hromničné

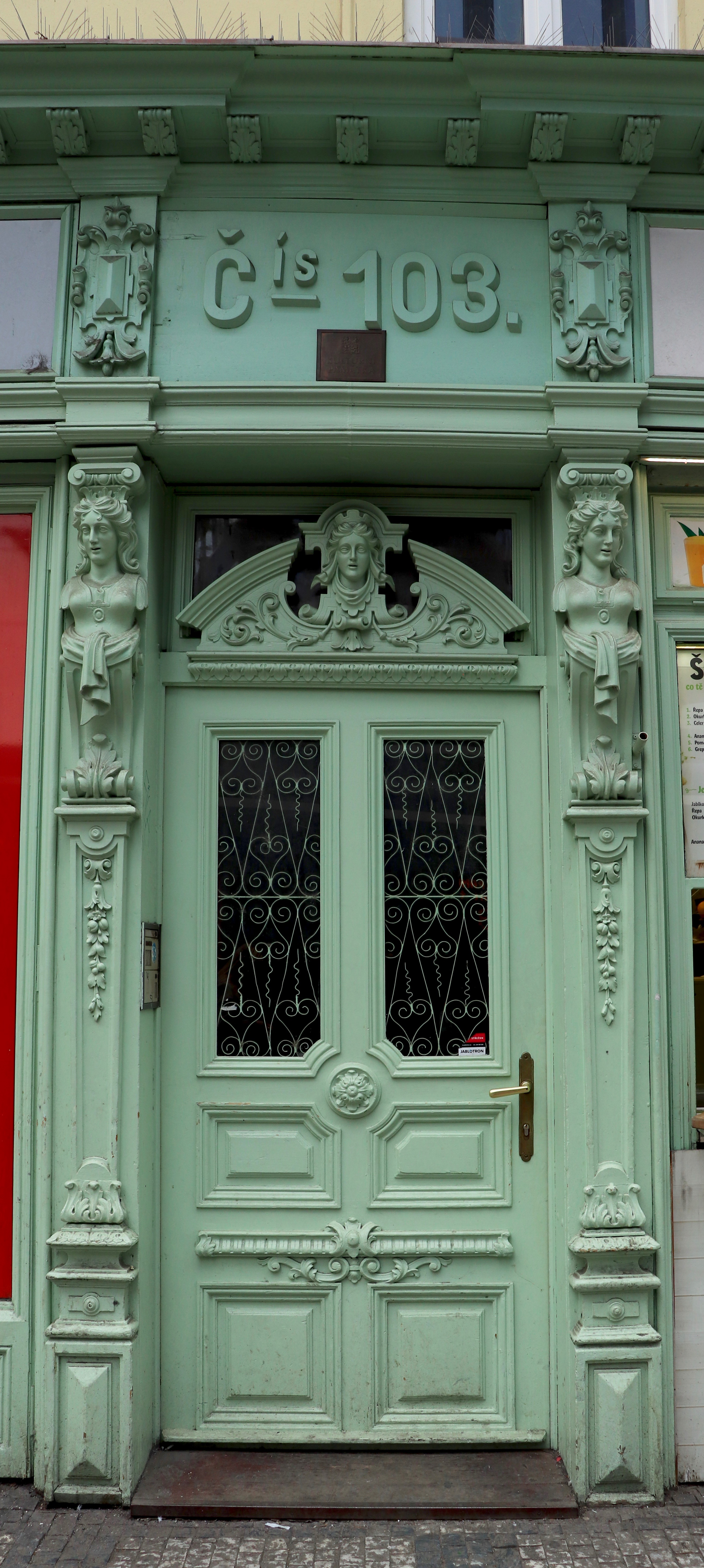
Secesní dveře U Panny Marie Hromničné, č.p. 103

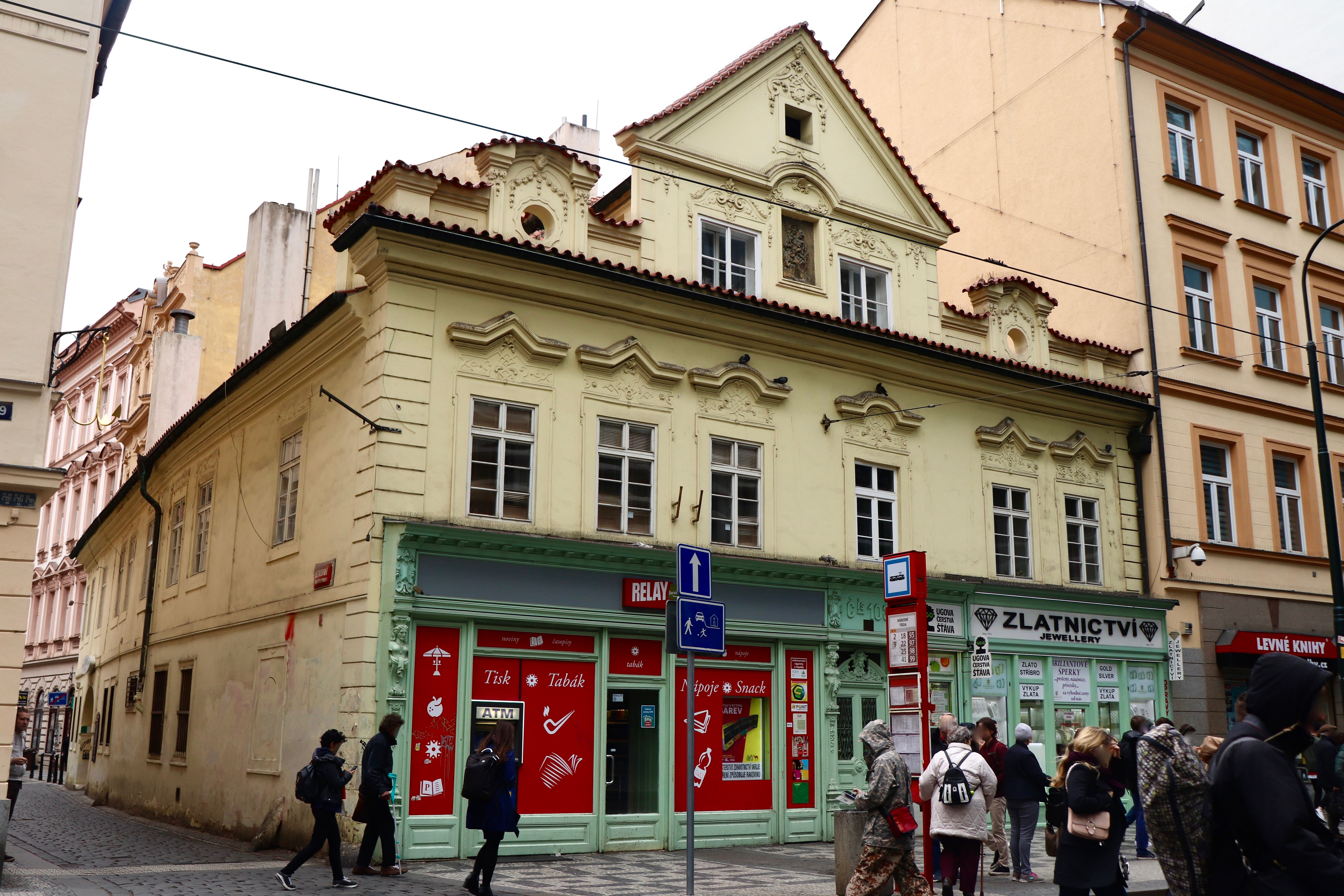
Dům U Panny Marie Hromničné, č.p. 103

Dnešní dům U Panny Marie Hromničné, zvaný také U Šupů, stojí na místě dvou původně středověkých parcel, které pravděpodobně vznikly při zakládání Nového Města pražského, neboť první zmínky o nich pocházejí z roku 1377. V roce 1506 oba tehdejší domy vyhořely, ležely přes 10 let bez jakéhokoliv zásahu, a až po roce 1527 zde byly vystaveny dva renesanční domy, nárožní nazývaný U Volavků a druhý, menší, zvaný Petržilkovský. Oba domy byly spojeny v roce 1647. V 18. století vlastnila dům rodina Cajo, která provedla barokní přestavbu domu, z níž pochází dodnes zachované řešení fasád, dispozice patra, střecha i podkroví. Rodina Cajo dům na konci 18. století prodala Anně Marii ze Schöntalu, a ta jej následně nechala klasicistně upravit. V roce 1819 byly v přízemním prostoru zřízeny dva obchody a roku 1885 byly ve dvoře přistavěny pekařské pece, moučnice a komín.
Jednopatrový dům se sedlovou střechou a mansardovým patrem má průčelí do Spálené ulice. Fasáda průčelí je šestiosá a patro je odděleno kordonovou římsou, zatímco boční fasáda je méně zdobená a členěná pouze na nároží. Na přední část domu navazuje zastřešený dvorek a za ním dvě další domovní křídla do písmene L. Většinu prostoru přízemí zaujímá prostor restaurace s novorenesančním výkladním prostorem do Spálené ulice. Půlkruhový vchod do domu je zdoben karyatidami a hlavami andělíčků. V mansardovém patře je mezi okna vložen štukový rám s reliéfem Panny Marie. Dům je podsklepen ve dvou výškových úrovních, ve 2. suterénu se nachází gotický sklep s barokní valenou klenbou, nad ním jsou v prvním suterénu jak dva sklepy gotické, tak i sklepy barokní.
???(Přízemí je přístupné valeně klenutou chodbou, která je dnes zúžena příčkou. Po levé straně chodby se nachází nárožní místnost s barokní valenou klenbou a plochostropá místnost, za kterou se nachází dvouramenné schodiště. Místnosti na pravé straně od chodby jsou upraveny novodobě, u ulice se nachází plochostropá místnost s bohatým novorenesančním fabionem (průklik), za ní jsou prostory bývalé pekárny. První patro má původní barokní dispozicím místnosti jsou plochostropé a stropy mají bohaté štukové rámování. Nad dvorkem se nachází plochostropá terasa. Mansardové patro, které je přístupné jednoramenným schodištěm má zajímavou čtvercovou průčelní místnost se zdobeným štukovým stropem.)

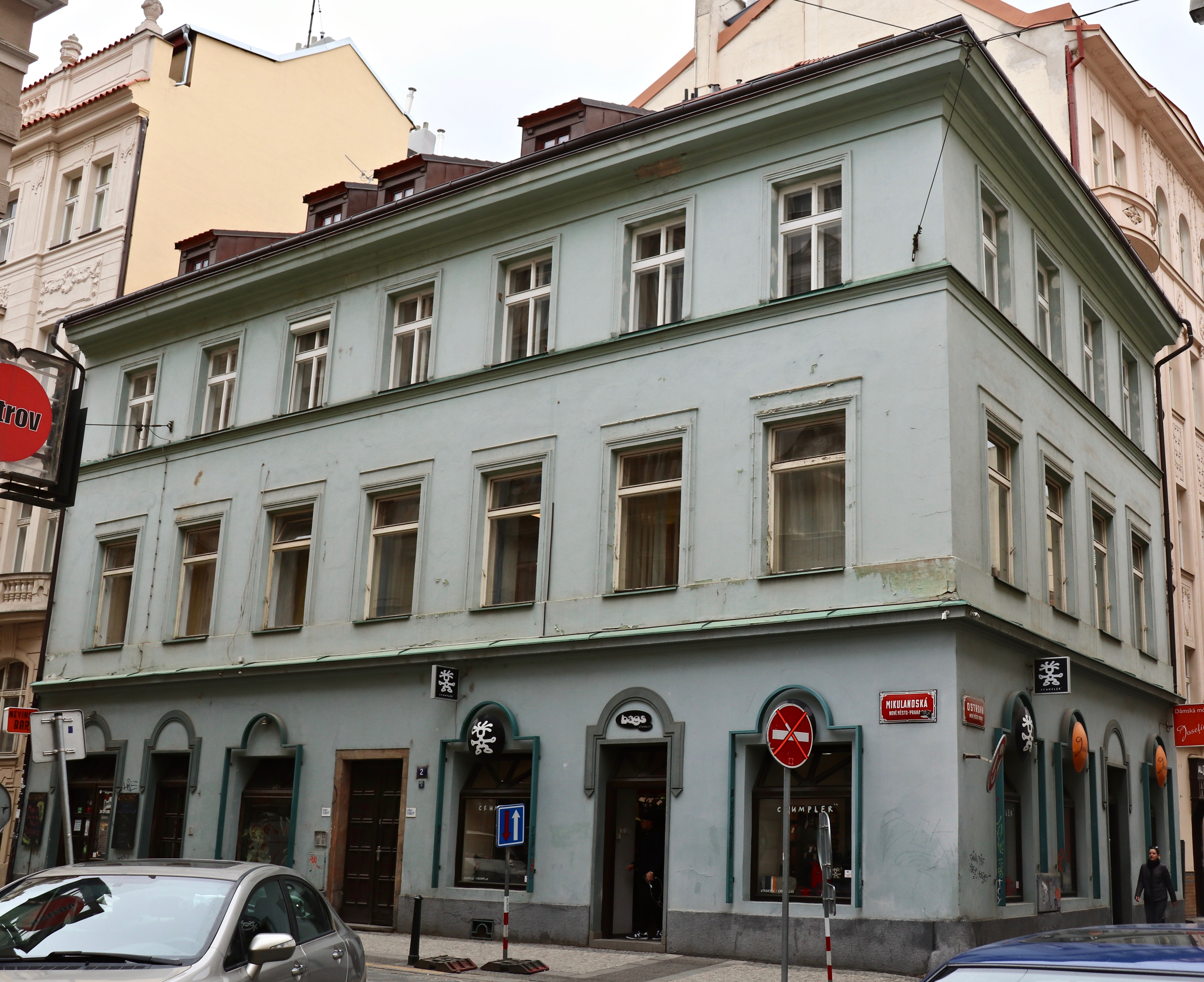
Kralovický dům, č.p. 123

### č.p. 123 (Ostrovní 19) – Kralovický dům
První zástavba na parcele dnešního Kralovického domu, zvaného taktéž U Voglerů, či U Pateře (neboť ho počátkem 15. století obýval převor Slovanského kláštera), je zmiňována v roce 1388, avšak jižní část pozemku připadala v této době č.p. 122. Ze středověké zástavby se dochovaly pouze sklepy s částečným klenutím. V baroku byl nárožní dům jednopatrový, avšak v roce 1835 byl dům zbořen a nahrazen novostavbou. Po úpravách v roce 1927 byly z přízemí odstraněny slepé arkády. Dnes je dům dvoupatrový a hladké fasády domu dělí pouze římsy. Vstup do domu z Mikulandské ulice rámuje půlkruhová slepá arkáda, kterou uzavírají klasicistní dveře s původním kováním. Plocha parcely je až na malý odvětrávací dvorek po straně budovy zcela zastavěna. Podskepení domu je v místě průčelí do Ostrovní ulice, nachází se v něm dva klenuté sklepní prostory.

### č.p. 124 (Ostrovní 21)

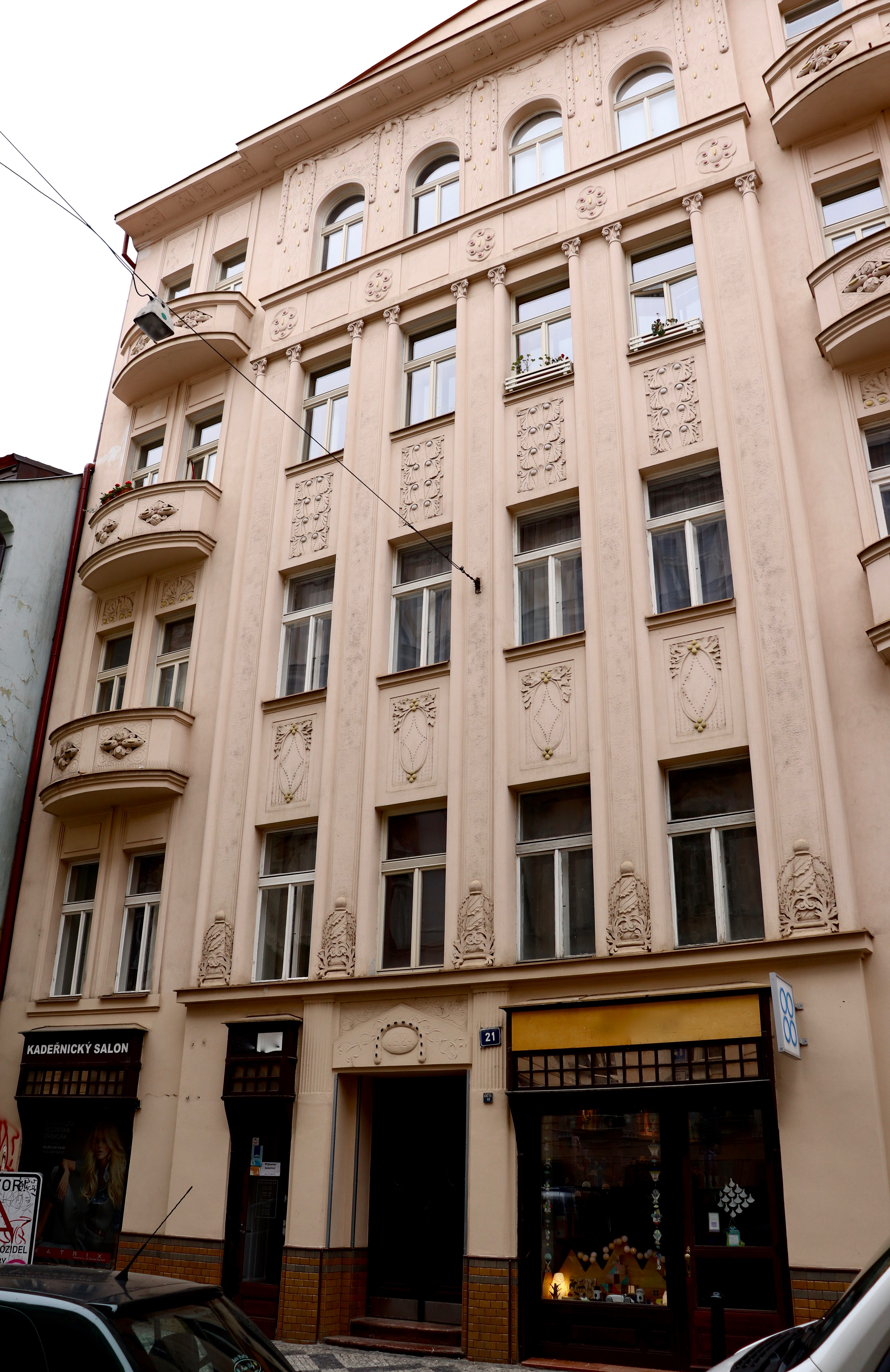
Ostrovní č.p. 124

Dům s č.p. 124 sice převzal historické číslo parcely, avšak vznikl jako úplná novostavba v nově stanovené domovní linii rozšiřující Ostrovní ulici počátkem 20. století. Jeho majitelem a architektem byl Rudolf Kestřánek, který zhotovil plány na stavbu domu ve stylu geometrické secese, jež byly schváleny v červnu 1911.
Šestipodlažní objekt má fasádu utvořenou na základě přísné symetrie. Střední, čtyřosá, část vystupuje rizalitově, horní patro vynášejí polosloupky, které mají podobnost s rostlinnými stonky. Kromě florálního dekoru se na fasádě objevují i detaily s motivem drahokamů. První nadzemní podlaží mělo původně sloužit k obchodním a provozním účelům, další podlaží byla určena k bydlení, a proto se v každém patře nacházely dva byty se secesními vstupními dveřmi. Užší trakt byl určen pro hygienická zařízení. Dvouramenné schodiště je ozdobeno kovaným zábradlím.

### č.p. 125 (Ostrovní 32)

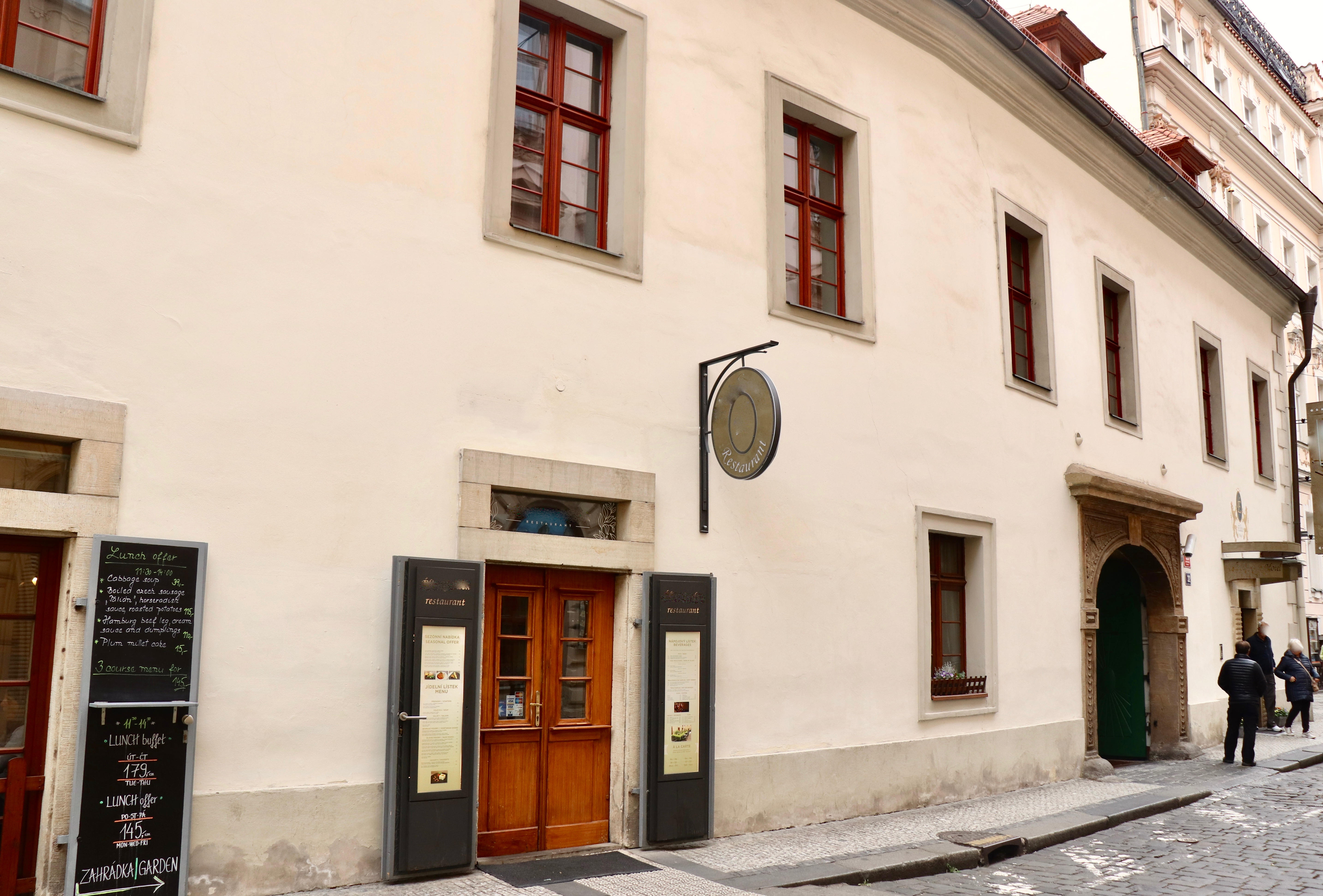
Ostrovní č.p. 125

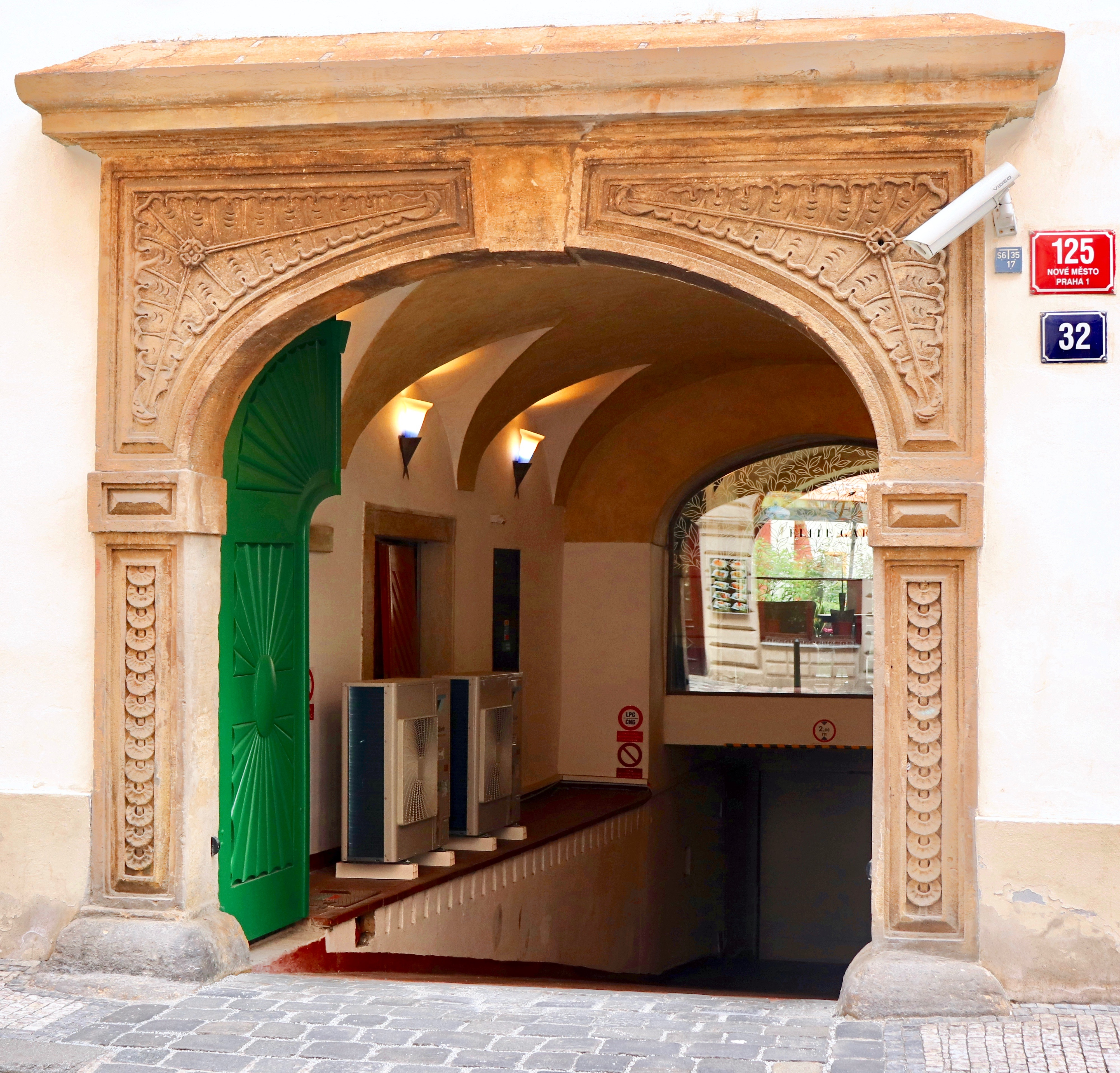
Klasicistní vrata, č.p. 125

První zmínky o zástavbě na dvou parcelách na místě dnešního domu č.p. 125 na okraji bývalé osady Opatovice jsou z roku 1377. Kolem roku 1580 prošel dům významnou renesanční přestavbou a okolo roku 1690 byl již spojený objekt barokně upraven. V rámci barokních přestaveb vznikl nový hlavní portál, zanikl zadní díl menšího domu, byly vybudovány klenby v přízemí, trámové stropy v prvním patře a štuková výzdoba západního křídla, na východní straně dvora byly taktéž postaveny konírny. V klasicismu byl dům rovněž přestavován, na konci 18. století vzniklo jižní křídlo a v polovině 19. století byla dostavěna dnešní podoba schodiště. V domě bývala kolem roku 1848 hlavní císařská vojenská lékárna. Vstupní portál domu je ozdoben hranolovými pilíři s diamantovým bosováním, které nesou oblouk. Vjezd uzavírají troj dílná klasicistní vrata, na kterých je ztvárněn motiv slunce. Hlavní budova je podsklepena dvěma samostatnými gotickými sklepy s valenými klenbami, je však pravděpodobné, že sklepních prostor bylo více, ale byly zrušeny. V části do ulice se nachází prostor bývalého obchodu. Místnosti v pravé části domu mají zdobené, černošedobílé, trámové stropy s motivy akantových listů a postav ztvárněných v dobovém oblečení. V prvním patře dvorního křídla se nachází nejzajímavější místnost v budově se zrcadlovou klenbou, která je bohatě štukově zdobena.

### č.p. 126 (Ostrovní 30)

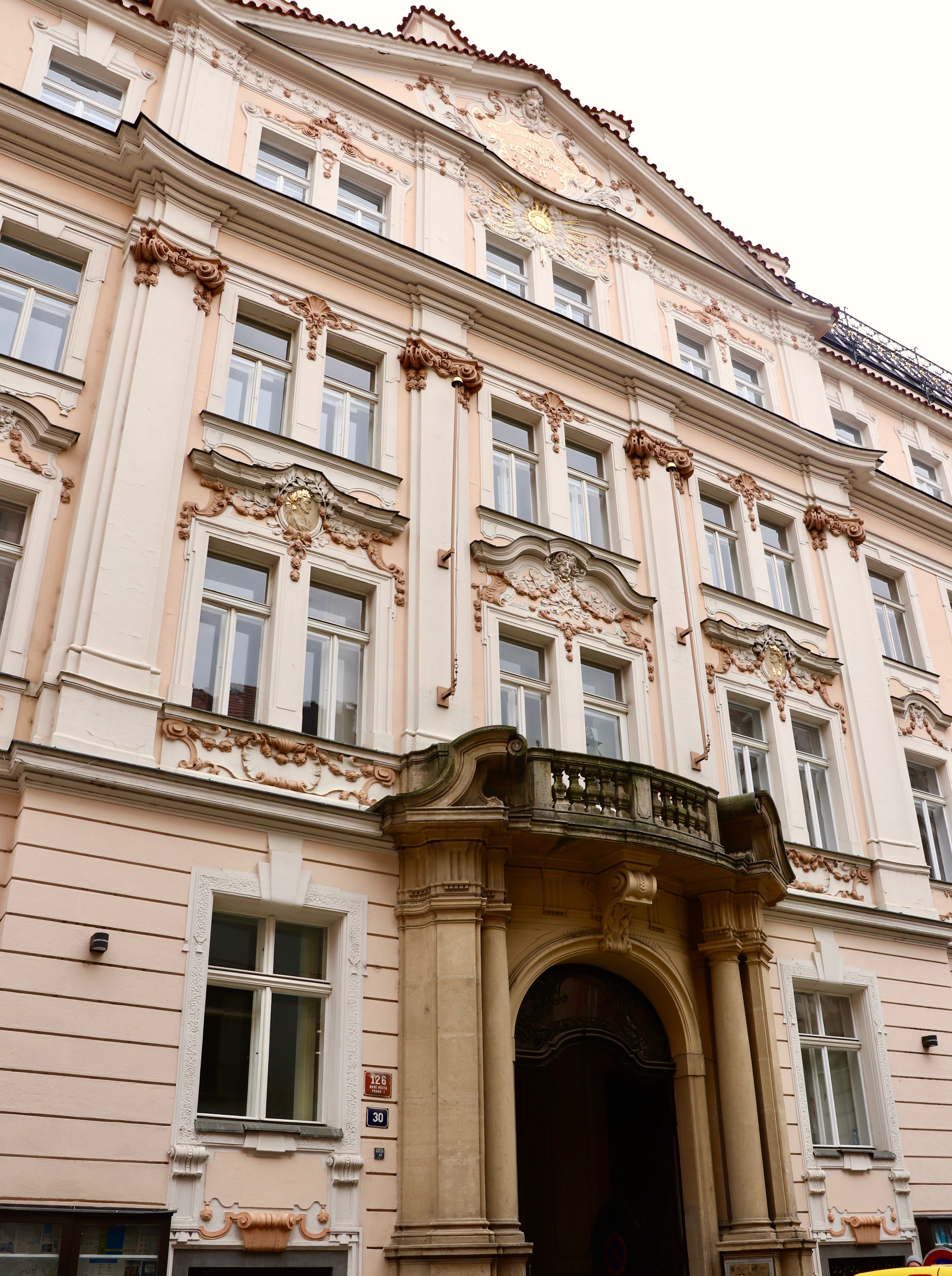
Ostrovní č.p. 126

Ve středověku stály na parcele dnešního objektu čtyři samostatné domy, ze kterých se však nedochovaly žádné pozůstatky. Rozsáhlý areál s novobarokními uličními a dvorními fasádami byl vystavěn až v roce 1900 podle plánů Viktora Beneše a stal se z něj nový císařský sklad školních knih a knihtiskárna. V roce 1928 byly ve dvorním křídle a půdních prostorech vytvořeny ateliéry. Roku 1930 byla postavena nová tiskárenská budova, která navazovala na pravé dvorní křídlo a tvořila tak druhý zadní dvůr. Po druhé větové válce proběhlo zastřešení třetího dvoru za tiskárenskými křídly, ze kterého se následně staly garáže a dílny.
Hlavní čtyřkřídlý objekt patří k nejhodnotnějším novobarokním stavbám v Praze. Uliční křídlo je třípatrové s osmnáctiosým průčelím a zvýšeným suterénem. Od prvního patra jsou okna budovy sdružená s bohatě tvarovanými nadokenními římsami s rostlinnými motivy a v oválech s ženskými profily. Po stranách oken vystupují pilastry s korintskými hlavicemi a balkóny s balustrádou. Střední rizalit je v prvním patře ozdoben oválnými medailony s profily císařů a ve druhém patře štukovým dekorem nad okny. V ose nad okny je zlacené slunce, celý rizalit zakončuje trojúhelníkový štít s atikou, rostlinným dekorem a zlaceným latinským nápisem. V hlavní ose se nachází novobarokní kamenná vstupní brána, která dosahuje výšky přes dvě podlaží a je osazena mohutnými vraty. V hlavní ose nad okny prvního patra je viditelné domovní znamení, pozlacený soudek. V průčelí z Ostrovní ulice je umístěn průjezd s klenbou a štukovými detaily.

### č.p. 129 (Ostrovní 19) – klasicistní přístavba Schwarzenberského (Deymova) paláce

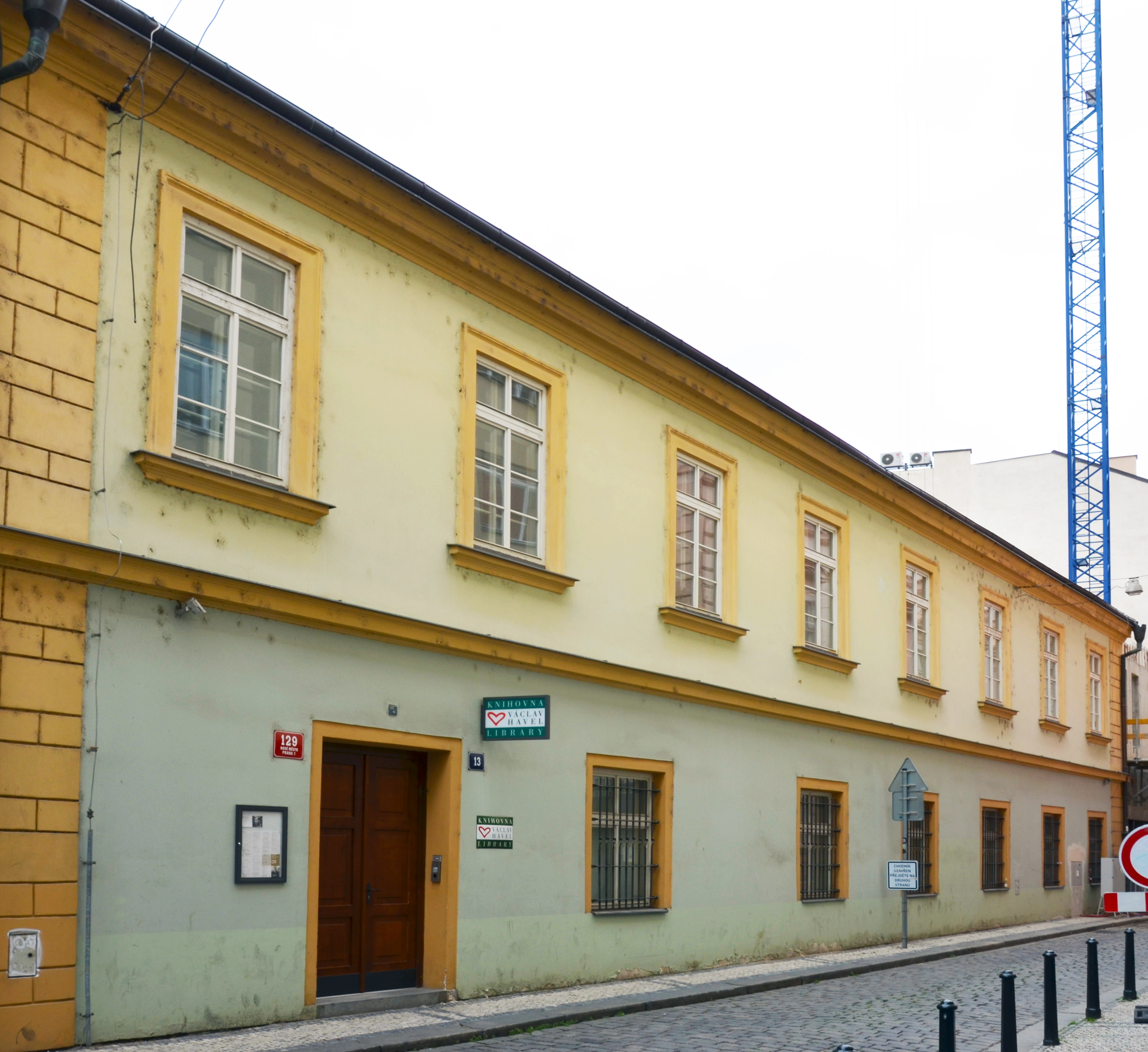
Knihovna Václava Havla, č.p. 129

První zmínky o domě stojícím na této parcele jsou z roku 1390. V roce 1784 se nazýval U Hrnčířů a jeho majitelem byl Josef Kvesser. Objekt byl dříve součástí Schwarzenberského paláce, konkrétně součástí křídla bývalých stájí. V 90. letech 20. století proběhla rozsáhlá rekonstrukce domu. Jedná se o dvoukřídlý, řadový dům, který navazuje na vedlejší palác. Celý objekt je jednotraktový, jednopatrové průčelí je osmiosé, nároží zdobí bosáž. Průčelí je členěno kordonovou římsou a uzavřeno korunní římsou. Budova byla původně přístupná pouze ze dvora, dodatečně však byly zřízeny vstupy v první a páté ose objektu. Fasáda hlavní budovy není z architektonického hlediska příliš zajímavá, uvnitř je dvouramenné schodiště s kamennými stupni a ozdobným kovovým zábradlím. Domu přiléhá dlážděný dvůr s ohradní zdí a branou s mohutnými pilíři.
Dnes se v prostorách domu nachází Knihovna Václava Havla.

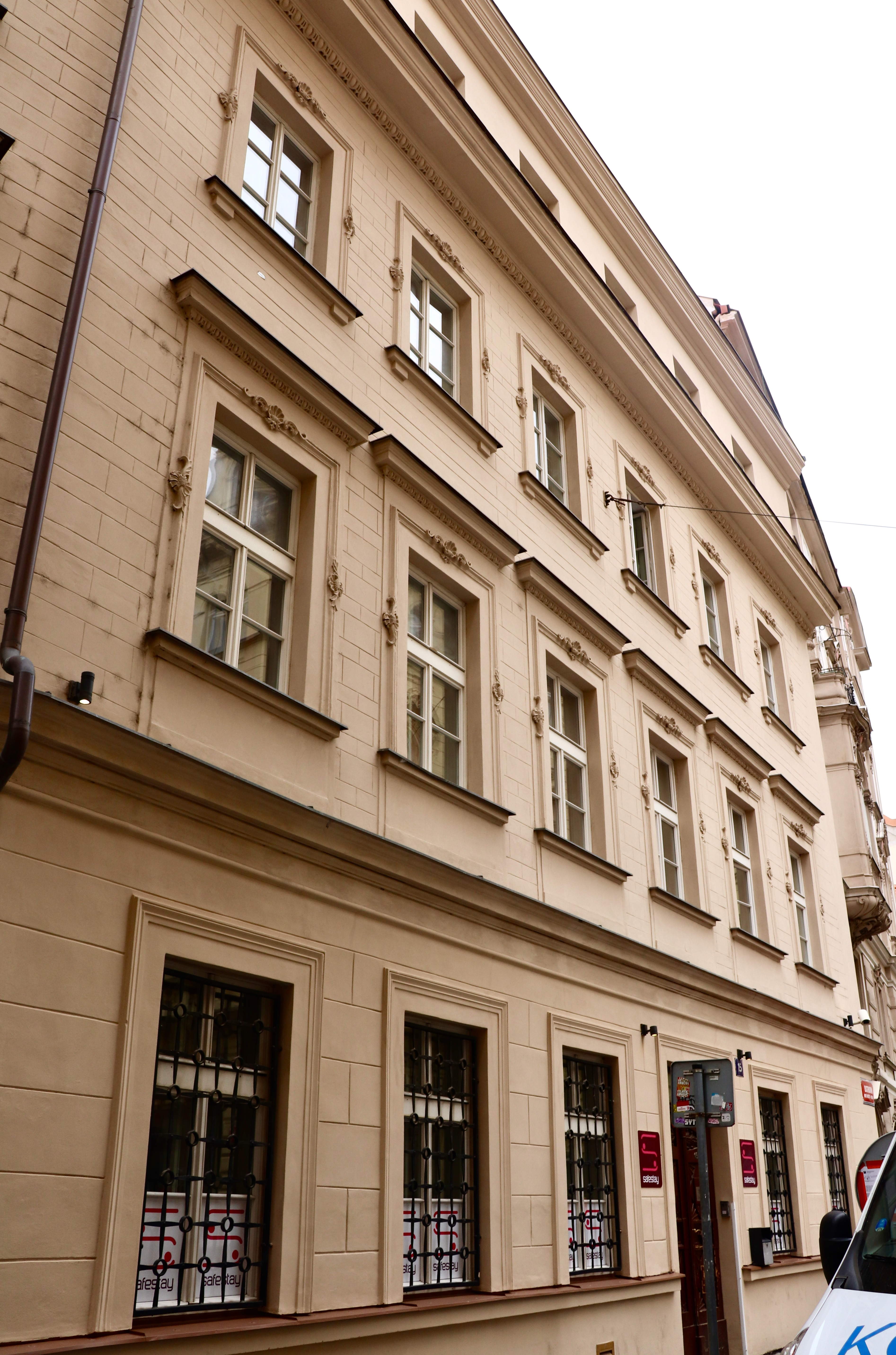
Dům u červeného (černého) kříže, č.p. 131

### č.p. 131 (Ostrovní 15) – Dům U červeného (černého) kříže
První zprávy o této parcele zmiňují dva domy, které zde stály od 80. let 14. století. Na konci 14. století byly oba domy spojeny do jednoho objektu, jehož majitelem se stal kameník a stavitel Jan Lutka. V roce 1769 je dům zachycen jako přízemní s valbovou střechou. Na plánu z počátku 19. století je již dům jednopatrový se zadním stavením a v této době byl také nazýván U červeného kříže či U černého kříže. Radikální přestavba proběhla v roce 1844, kdy bylo postaveno nové první a druhé patro a sklepy, další rozšíření proběhlo v 70. letech 19. století.
Jedná se o řadový dvoupatrový, devítiosý dům na parcele, která je nepravidelná – dům je oproti č.p. 132 vysunut z uliční čáry asi o metr. Fasáda je v celé ploše členěna pásovou rustikou, okna bosáží, budova má i čtyři dřevěné vikýře s okénky. Hlavní vchod je osazen bohatě členěnými dvoukřídlými dveřmi a obdélná okna v přízemí jsou chráněna ozdobnými mřížemi. Šambrány oken v patrech jsou ozdobeny motivy listů. Na dvorní fasádě se nacházejí pavlače s mřížovým zábradlím.

## Další budovy

### č.p. 128 (Ostrovní 22)
Nejstarší písemné zmínky o zástavbě na této parcele se vztahují k roku 1390, avšak ze středověké zástavby se do dnešní doby nic nedochovalo. Počátkem 19. století na tomto místě stál trojkřídlý dům, v roce 1939 byl na parcele postaven pětipatrový nájemní dům. Hladká fasáda domu ze 30. let 20. století je velmi jednoduchou obdobou funkcionalistických fasád. Jediným vodorovným prvkem v přední části budovy je trubkové zábradlí terasy v posledním patře. Dům je podsklepen mnoha místnostmi, například prádelnou a kotelnou. Vstupní chodba i byty v patře jsou nepravidelné. Dům je velmi hluboký, tuto problematiku se stavitelé snažili vyřešit systémem čtyř světlíků.

### č.p. 1447
Dům stojí na pozůstatcích domku nožíkářova, počátkem 20. století jej obýval operní pěvec Karel Veselý.

### č.p. 1448
Tento dům býval majetkem olejníka Jana Roženě a počátkem 20. století zde měl klavírní školu hudební skladatel Karel Slavkovský.

### č.p. 1681
Budova na této parcele vznikla jako novostavba v 19. století, ve středověku zde však býval dům kloboučníkův, později zámečníkův a nožířův.